# Clitaetra clathrata
Clitaetra clathrata är en spindelart som beskrevs av Simon 1907. Clitaetra clathrata ingår i släktet Clitaetra och familjen Nephilidae. Inga underarter finns listade i Catalogue of Life.